# 유진호 (1861년)
유진호(兪鎭浩, 1861년 음력 5월 6일 ~ ?)는 대한제국과 일제강점기의 무관 출신 관료이다.

## 생애
함경북도의 가정에서 한학을 공부하여 1880년에 무과에 급제하면서 군인이 되었다. 함경북도의 국경 지대에서 무관 벼슬을 지내던 중, 1895년에 근무하던 진지인 고령진이 폐지되었다.
이듬해인 1896년에 함북 무산군 군수에 임명되었고, 이후 함경북도 경무관도 역임하는 등 경찰계 및 관계로 전직하였다. 1901년에는 대한제국 중추원 의관에 임명되었으며, 전라남도 경찰 근무와 인쇄국, 전환국, 탁지부 등을 오가며 대한제국의 관료로 일했다. 1906년에 평안북도 선천군 군수가 되었다.
1906년(광무 10년), 같은 해에 이준, 오상규, 이동휘, 설태희 등과 함께 고향인 함경도에 한북흥학회를 조직하여 함경도 지방의 애국계몽운동과 교육구국운동의 발흥에 큰 계기를 마련하기도 하였다. 또한, 민족계몽을 위한 단체로서 1906년 오상규(吳相奎)·유진호(兪鎭浩) 등 함경도 출신 청년들을 중심으로 한북흥학회(漢北興學會)를 조직, 1908년 서우학회(西友學會)와 합하여 서북학회(西北學會)로 발전시켰다.
선천군수로 근무하던 중 1910년 한일 병합 조약이 체결되면서 조선총독부 소속으로 이동되었다. 유진호는 평안북도 강계군 군수로 이동 발령받았다. 강계군수로 재직 중이던 1912년에 한국병합기념장을 수여받았고, 1920년을 기준으로 종6위에 서위되어 있었다.
그러나 군수급에 재직했던 관계로 2008년 민족문제연구소가 정리한 친일인명사전 수록예정자 명단 중 관료 부문에 포함되었다.

## 같이 보기
- 한북흥학회
- 애국계몽운동

## 참고자료
- 이근호 (2001년 3월 3일). 〈사 - 서북학회〉. 《청소년을 위한 한국사 사전》. 서울: 청아출판사. ISBN 8936800795.